# András Ignác
András Ignác (Kászonjakabfalva, 1960 –) néprajzi író, helytörténész, a kászonaltízi iskola igazgatója.

## Életrajza
András Ignác 1960-ban született a székelyföldi Kászonjakabfalván.
Tanulmányait a brassói egyetemen végezte, itt is államvizsgázott pszichológiából. Pedagógusi pályafutását 1979-ben a kászonújfalvi általános iskolában kezdte.
1990–1993 között a Hargita Megyei Táborigazgatóság vezetője volt. 1993-tól a kászonaltízi Dr. Lukács Mihály Általános Iskola igazgatója. 
Több helytörténeti és néprajzi kötet szerzője és számos rangos díj tulajdonosa. Munkásságát számos rangos díjjal jutalmazták, a magyar kultúra megőrzéséhez és megmaradásához hozzájáruló munkásságáért Németh Géza-emlékdíjban részesült.
Helytörténeti és néprajzi kötetei a kolozsvári Verbum Kiadó gondozásában jelentek meg.

## Munkái
- A templom közelében még a sírban is (2008)
- A halálkapu mögött (2009)
- Temetőjük a nagyvilág (2009)
- A kőkerten túl (2009)
- Kápolna a falu felett (2009)
- Kászonszék népi gyógyászata (2011, 2. bővített kiadás 2013, 3. bővített kiadás 2022.)
- Tudomány s erény díszére. Lapok a kászonszéki oktatás 400 éves történetéből (2014)
- Kászonszéki lélekharangok (2015)
- Krisztus Király tiszteletére (2017)
- A Szentlélek oltalmában (2017)
- Őrzők a keleti gyepűn (2018)[2]
- Hittel és reménnyel (2020)